# Dometi
Dometi su hrvatski časopis Ogranka Matice hrvatske u Rijeci za književnu kritiku, umjetnost, povijest i kulturu. Izlazi neprekinuto od 1968., s različitom učestalošću (mjesečno, dvomjesečno, tromjesečno i polugodišnje). Prvi urednik lista bio je Zvane Črnja.
Urednici
- Zvane Črnja (1968. – 1974.);
- Željko Grbac (1974. – 1981.);
- Nenad Miščević (1981. – 1985.);
- Srećko Jelušić (1985. – 1987.);
- Miomir Matulović (1987. – 1993.);
- Ervin Dubrović (1993. – 1994.);
- Branimir Petener (1994. – 1995.);
- Goran Crnković (1995. – 1996.);
- Mladen Urem (1996. – 1997.);
- Darko Deković (1997. - ?)

## Vanjske poveznice
- Četverobroj 2018.